# جيري يلسورث
جيري إيلسورث هي رائدة أعمال أمريكية، ومصممة دارة متكاملة من خلال التعلم الذاتي، واشتهرت لاختراعها نظام متكامل كومودور 64 على رقاقة داخل عصا الألعاب في عام 2004 سميت (بالإنجليزية: C64 Direct-to-TV)،
وهذا الحاسب الذي داخل عصا الألعاب يمكنه تشغيل 30 لعبة من ألعاب الفيديو في وقت مبكر من بداية الثمانيات.
إذ لاقت شعبية كبيرة خلال عيد الميلاد في عام 2004، وبلغت المبيعات ذروتها ووصلت إلى 70,000 قطعة في اليوم الواحد للتسوق عبر قناة التسوق QVC.
تعيش يلسورت حاليا في سياتل.

## السيرة الشخصية
ولدت جيري يلسورث في ياماهيل، أوريغن، وتربت في بلدة دالاس، أوريغن، حيث ترعرعت على يد أبيها، مالك محطة وقود لشركة موبايل المحلية.
عندما كانت طفلة، أقنعت والدها ليسمح لها باستخدام حاسوب كومودور 64 والذي كان ملك لأخيها.
علمت نفسها البرمجة من خلال قرائتها لكتيبات الكومدور 64.
وخلال دراستها في الثانوية، قادت مع والدها سيارات السباق «السوداء»، وبعدها بدأت بتصميم نماذج جديدة في ورشات عمله، وأخيراً قامت ببيع نموذج سيارات السباق خاص بها. هذا سمح لها بترك دراستها في الثانوية لتكمل طريقها في مجال الأعمال.
في عام 1995 وفي عمر 21، قررت الهرب من أعمال سباق السيارات، وبدأت مع إحدى صديقاتها بتجميع وبيع الحواسيب مرتكزين على إنتل 486-PC.
وعندما حصل خلاف في وقت لاحق بينها وبين شريكتها، افتتحت عملها المستقل للمنافسة.
أصبح هذا العمل الجديد سلسلة من أربع محلات اسمتهم " Computers Made Easy"، مختص ببيع معدات الحاسوب في مدن «أوريجون».
أدارت سلسلة المحلات حتى عام 2000، وانتقلت إلى جامعةوالا والا، واشنطن،
ودرست تصميم الدارات الكهربائية لمدة عام تقريباً، ولكنها تركت بسبب عدم التوافق الثقافي، وقالت يلسورث أن الأساتذة رفضوا الإجابة على أسئلتها.
في عام 2000، حضرت ألسورث أول معرض لها، حيث كشفت النقاب عن النموذج الأولي لتوسع الفيديو C64، هذا المشروع تطور لاحقاً ليصبح the CommodoreOne
ويعرف أيضاً باسم theC-Oneو C64-DTV.
وبعد ذلك بدأت اليسورث تصميم دوائر الحاسوب التي تحاكي سلوك حاسوبها الأول، الكومودور 64.
في عام 2002، صممت الشريحة المستخدمة في C-one بعدها محسنة للكومودو 64، والتي يمكنها أيضاً محاكاة أجهزة الحاسب المنزلية الموجودة في أوائل الثمانينات، بما في ذلك VIC-20 وسينكلير ZX81.
عرضت مع زملائها المطورين C-1 خلال مؤتمر للتكنولوجيا، مما أدى إلى تلقيها عرضاً للعمل من ماموث تويز (بالإنجليزية: Mammoth Toys)، وقد عينتها هذه الشركة لتصمم «حاسوب في رقاقة» للكومودور المحاكي لعصا التحكم. بدأت المشروع في حزيران 2004 وأعدت المشروع لشحنه في عيد الميلاد. بيع أكثر من نصف مليون قطعة في الولايات المتحدة، وأوروبا وأماكن أخرى.
وهي معجبة بآلة الكرة والدبابيس، وتمتلك أكثر من 60 لعبة من كافة الأحجام من ألعاب الكرة والدبابيس.
في 30 أيار 2009، أظهرت ألسويرث مختبرها في ميكر فير منطقة الخليج 2009.
في 25 شباط من عام 2010، سُمّيت إلسورث بـ " MacGyver of the Day" من قبل لايف هاكر 
في 3 من كانون الأول عام 2010، أصدرت معلومات حول كيفية بناء TSA الماسح الضوئي، باستخدام أجزاء أخرى من هوائي القمر الصناعي.
وقد نشرت إلسورث على الإنترنت العديد من المقالات التقنية المتعلقة بمواضيع متنوعة مثل أنصاف النواقل محلية الصنع (2009)، والإلكترونيات المصنعة محلياً EL (عرضت 2010)، وتصنيع الفوسفور من المكونات والسبل المشتركة لجعل اللوحات الإلكترونية معززة شفافة من دون استخدام أوكسيد الإنديوم والقصدير المطلي بالزجاج.
كانت «إلسورث» الناطقة الرسمية في (مؤتمر «الأنظمة المضممة» (بالإنجليزية: Embedded Systems Conference)) بتاريخ 5 أيار 2011.
و في بدايات عام الـ 2012، عُينت «إلسورث» من قبل شركة فالف لتعمل في العتاديات الخاصة بالألعاب (مع الكثير من الأعمال العتادية البارزة الأخرى) Ellsworth was fired the following year,، وطردت في العام التالي مع الكثير من الموظفين في الشركة.
في 18 ايار 2013، كشفت ألسورث أنها قد وضعت تطور واقع معزز يطلق عليه باسم كاستر آي آر (بالإنجليزية: castAR) مع زميلها المهندس ريك جونسون (موظف سابق في فالف)، وبمباركة من شركة مؤسس شركة فالفجايب نويل. وتم تمويله عن طريق كيكسترارتر (بالإنجليزية: Kickstarter) في وقت لاحق من ذلك العام.
تطور شركتها الناشئة وأوهامها التقنية "castAR".
وكشفت ألسورث في وقت لاحق انها كانت تعمل سرا على صنع castAR صحيح VR وصحيح AR" بالإضافة إلى قدرات AR المتوقعة أعلن في وقت سابق.
أطلقت كيكستارتر كاستر (بالإنجليزية: The castAR Kickstarter) في 14 أكتوبر عام 2013، حقق هدفه 400,000 دولار في 56 ساعة وانتهت مع 1050000 $، 263٪ من الهدف الأصلي.

## المحاضرات
- "Demo Coding with FPGAs: We Don't Need No Stinking CPUs". Notacon 5. الرابع من أبريل 2008. مؤرشف من الأصل في 2011-03-11. {{استشهاد ويب}}: تحقق من التاريخ في: |تاريخ= (مساعدة)

## روابط خارجية
- الموقع الرسمي
- Jeri Ellsworth at the March 2010 Portland Linux General Meeting على يوستريم
- Jeri Ellsworth#1 في مقابلة مع برنامج ترايانغيوليشن على شبكة تويت دت تي في